# Domiciano (compositor)
Domiciano é um compositor brasileiro de música sertaneja.

## Músicas
- Massa Falida ( Duduca & Dalvan )
- Amante Anônimo ( Gian & Giovani )
- A saudade é quem manda (com Solimões)
- Brete da solidão (com Rionegro)
- Como esquecer um amor (com Rionegro)
- De cara cheia (com Rionegro)
- Enlouquecer de paixão (com Rionegro)
- Eu menti (com Rionegro)
- Laço da paixão (com Rionegro)
- Na virada do 2000 (com Rionegro)
- No pique do rodeio (com Rionegro)
- Paixão antiga (com Rionegro)
- Pororoca (com Rionegro)
- Quero sua volta (com Rionegro)
- Rei da festa (com Rionegro)
- Saudade pulou no peito (com Rionegro)
- Só lembranças (com Rionegro)
- Tarde de chuva (com Rionegro)
- Tudo acabou (com Rionegro)
- Uma noite no forró (com Rionegro)
- Sentimentos (com Rionegro - gravada por Chrystian & Ralf)
- Brigas (com Rionegro - gravada por Chrystian & Ralf)
- Noite (gravada por Chrystian & Ralf)